# Taeromys taerae
Taeromys taerae es una especie de roedor de la familia Muridae.

## Distribución geográfica
Se encuentra sólo en el noroeste de Célebes (Indonesia). 